# Flos anabas
Flos anabas är en fjärilsart som beskrevs av Lambertus Johannes Toxopeus 1929. Flos anabas ingår i släktet Flos och familjen juvelvingar. Inga underarter finns listade i Catalogue of Life.